# Hrabstwo Weld

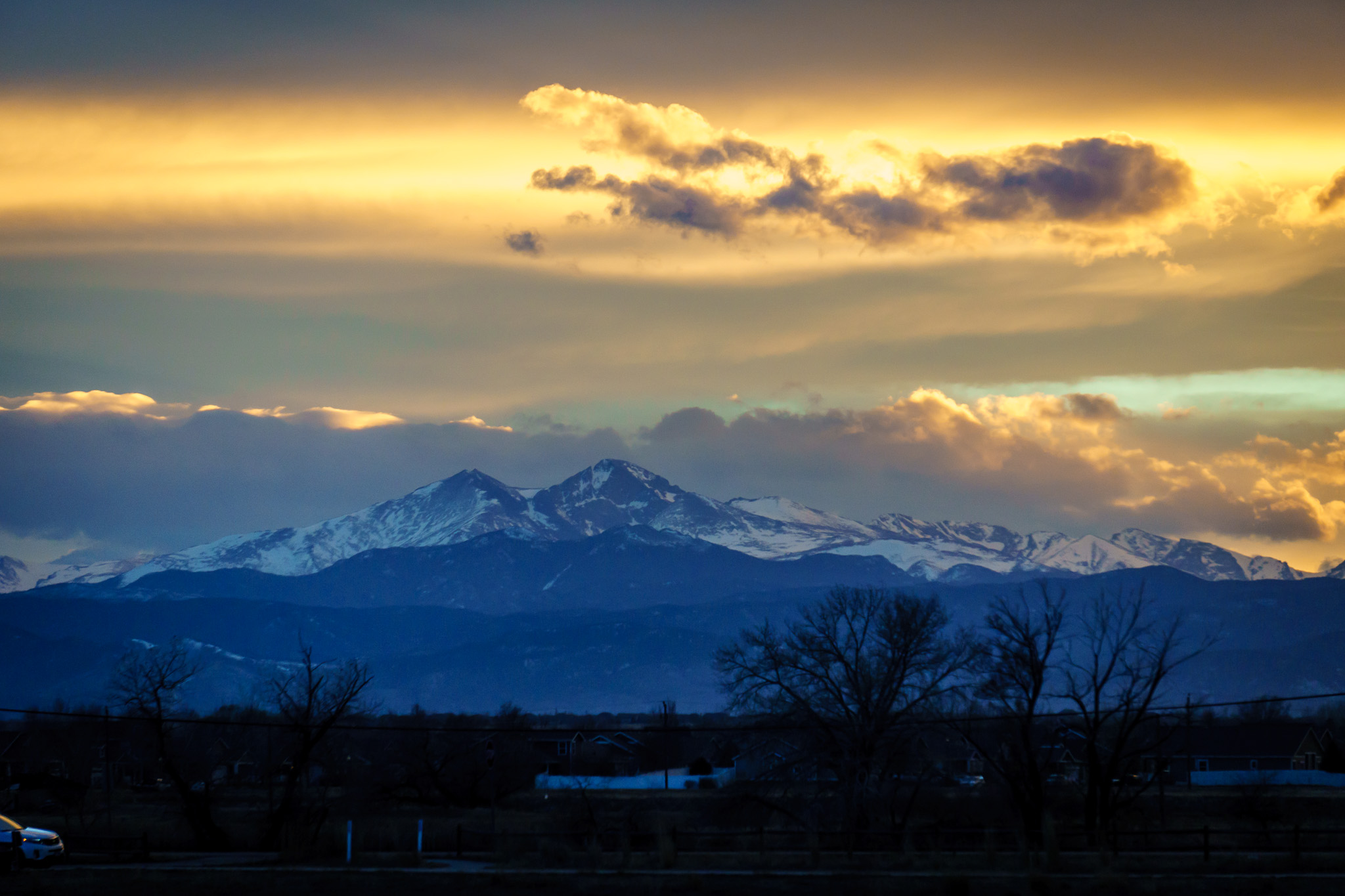
Longs Peak (4346 m n.p.m.) widziany z hrabstwa Weld

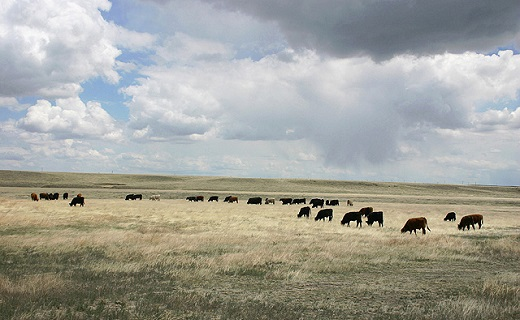
Bydło pasące się na terenach doświadczalnych w pobliżu Nunn

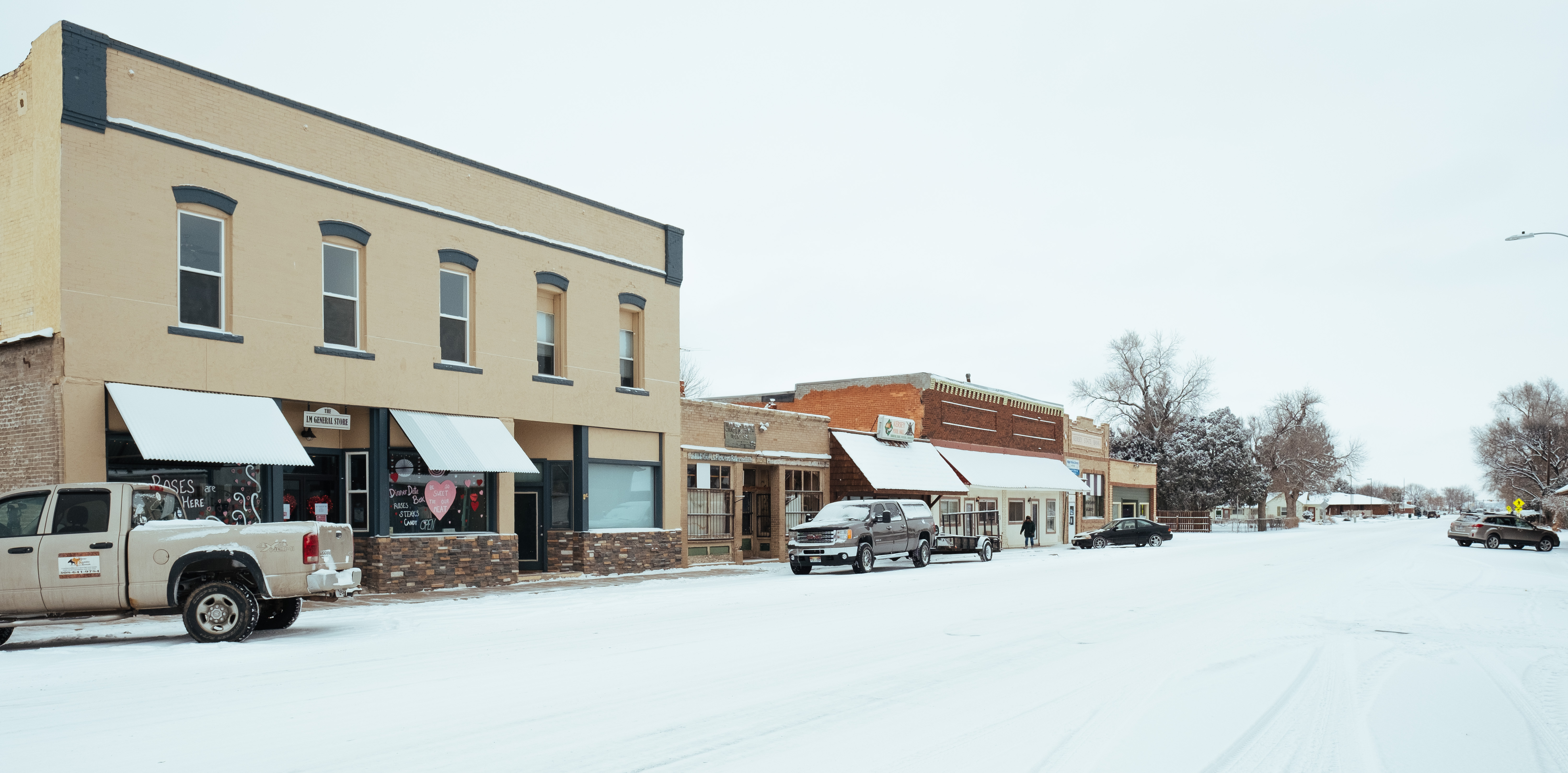
Kersey

Hrabstwo Weld (ang. Weld County) – hrabstwo w stanie Kolorado w Stanach Zjednoczonych. Hrabstwo powstało 1 listopada 1861 roku i nosi imię Lewisa Ledyarda Welda, który był pierwszym sekretarzem Terytorium Kolorado.
Hrabstwo jest rolnicze i uważane za spichlerz i największego producenta mięsa w Kolorado. Produkcja mleka jest jedną z największych w Stanach Zjednoczonych. 
Część hrabstwa rozciąga się na Pawnee National Grassland i rzekę South Platte. Przez hrabstwo przebiega autostrada US Highway 85.

## Demografia
Według spisu w 2020 roku liczy 329 tys. mieszkańców, w tym 92,4% to byli biali. Latynosi stanowili 30% populacji, co jest powyżej średniej stanu Kolorado. W latach 2010–2020 populacja hrabstwa wzrosła o 30,1%.
Pod względem religijnym w 2010 roku większość stanowią osoby niestowarzyszone w żadnym związku wyznaniowym. Największymi grupami religijnymi byli katolicy (13,5%), protestanci (13,2%) i mormoni (2,0%).

## Sąsiednie hrabstwa
- Hrabstwo Kimball (Nebraska) (północny wschód)
- Hrabstwo Logan (wschód)
- Hrabstwo Morgan (wschód)
- Hrabstwo Adams (południe)
- Hrabstwo Broomfield (południowy zachód)
- Hrabstwo Boulder (zachód)
- Hrabstwo Larimer (zachód)
- Hrabstwo Laramie (Wyoming) (północny zachód)

## Miasta
- Aristocrat Ranchettes (CDP)
- Ault
- Berthoud
- Dacono
- Eaton
- Erie
- Evans
- Firestone
- Frederick
- Fort Lupton
- Garden City
- Gilcrest
- Grover
- Greeley
- Hudson
- Johnstown
- Keenesburg
- Kersey
- La Salle
- Lochbuie
- Mead
- Milliken
- Nunn
- Northglenn
- Pierce
- Platteville
- Raymer
- Severance
- Windsor